# 2497 Куликовський
2497 Куликовський (2497 Kulikovskij) — астероїд головного поясу, відкритий 14 серпня 1977 року.
Тіссеранів параметр щодо Юпітера — 3,401.